# Thành hệ Arundel
Thành hệ Arundel, cũng được biết với tên Đất sét Arundel, là một thành hệ địa chất giàu đất sét, nằm trong nhóm Potomac tại Maryland  ở Hoa Kỳ.  Nó có niên đại tầng Apt của Lower Cretaceous).